# Baierbach
Baierbach là một đô thị thuộc huyện Landshut trong bang Bayern nước Đức. Đô thị Baierbach có diện tích 16,76 km², dân số thời điểm ngày 31 tháng 12 năm 2006 là 788 người.